# Diamant Ramazani
Diamant Ramazani (Berchem-Sainte-Agathe, 18 febbraio 1999) è un calciatore belga naturalizzato burundese, difensore svincolato e della nazionale burundese.

## Caratteristiche tecniche
È un terzino destro.

## Carriera

### Club
Cresciuto nel settore giovanile del Lebbeke, nel 2007 è stato acquistato dall'Anderlecht che lo ha aggregato al proprio settore giovanile. Nel 2011 è passato al Lokeren, con cui nel 2018 ha firmato il primo contratto da professionista.

### Nazionale
Il 4 settembre 2019 ha esordito con la nazionale burundese disputando l'incontro di qualificazione per il campionato mondiale di calcio 2022 pareggiato 1-1 contro la Tanzania.

## Statistiche
Statistiche aggiornate al 20 gennaio 2020.

### Cronologia presenze e reti in nazionale
| Cronologia completa delle presenze e delle reti in nazionale ― Burundi | Cronologia completa delle presenze e delle reti in nazionale ― Burundi | Cronologia completa delle presenze e delle reti in nazionale ― Burundi | Cronologia completa delle presenze e delle reti in nazionale ― Burundi | Cronologia completa delle presenze e delle reti in nazionale ― Burundi | Cronologia completa delle presenze e delle reti in nazionale ― Burundi | Cronologia completa delle presenze e delle reti in nazionale ― Burundi | Cronologia completa delle presenze e delle reti in nazionale ― Burundi |
| Data                                                                   | Città                                                                  | In casa                                                                | Risultato                                                              | Ospiti                                                                 | Competizione                                                           | Reti                                                                   | Note                                                                   |
| ---------------------------------------------------------------------- | ---------------------------------------------------------------------- | ---------------------------------------------------------------------- | ---------------------------------------------------------------------- | ---------------------------------------------------------------------- | ---------------------------------------------------------------------- | ---------------------------------------------------------------------- | ---------------------------------------------------------------------- |
| 4-9-2019                                                               | Bujumbura                                                              | Burundi                                                                | 1 – 1                                                                  | Tanzania                                                               | Qual. Mondiali 2022                                                    | -                                                                      |                                                                        |
| 8-9-2019                                                               | Dar es Salaam                                                          | Tanzania                                                               | 1 – 1 (3 - 0 dtr)                                                      | Burundi                                                                | Qual. Mondiali 2022                                                    | -                                                                      |                                                                        |
| 13-11-2019                                                             | Bangui                                                                 | Rep. Centrafricana                                                     | 2 – 0                                                                  | Burundi                                                                | Qual. Coppa d'Africa 2021                                              | -                                                                      |                                                                        |
| 19-11-2019                                                             | Bujumbura                                                              | Burundi                                                                | 0 – 3                                                                  | Marocco                                                                | Qual. Coppa d'Africa 2021                                              | -                                                                      |                                                                        |
| Totale                                                                 |                                                                        | Presenze                                                               | 4                                                                      |                                                                        | Reti                                                                   | 0                                                                      |                                                                        |